# 마블링
마블링(marbling)이란, 미술 표현의 한 기법으로서, 증점제(增粘劑)를 섞어준 액체 위에 물감을 떨어뜨려 저은 다음, 종이를 물 위에 덮어 물감이 묻어나게 하는 기법이다. 즉, 대리석 무늬 기법이다. 마블(Marble)이란, 대리석을 말하며, 미술에서는 대리석 조각물을 말한다.